# Токійський університет вільних мистецтв
Токійський університет вільних мистецтв (яп. 東京学芸大学, とうきょうがくげいだいがく; англ. Tokyo Gakugei University) — державний дослідницький університет у Японії. Розташований за адресою: префектура Токіо, місто Коґаней, квартал Нукуй-Кіта 4-1-1. Відкритий 1949 року.

## Короткі відомості
Заснований 1949 року на базі 1-ї, 2-ї, 3-ї педагогічних шкіл Токіо та Токійської молодіжної педагогічної школи. Має педагогічний факультет, магістратуру, 11 науково-освітніх установ. Готує вчителів для початкових, середніх, спеціальних шкіл Японії. З 2008 року надає курси загальної педагогіки, гуманітарних і суспільних наук, міжнародної освіти, екології, інформатики, фізичної культури і спорту. Тісно співпрацює з університетами Сайтами, Тіби та Йокогами.

## Факультети
- Педагогічний факультет (яп. 教育学部)

## Аспірантура
- Педагогічна аспірантура (яп. 教育学研究科)
- Спільна аспірантура шкільної освіти (яп. 連合学校教育学研究科)